# Willy Heß

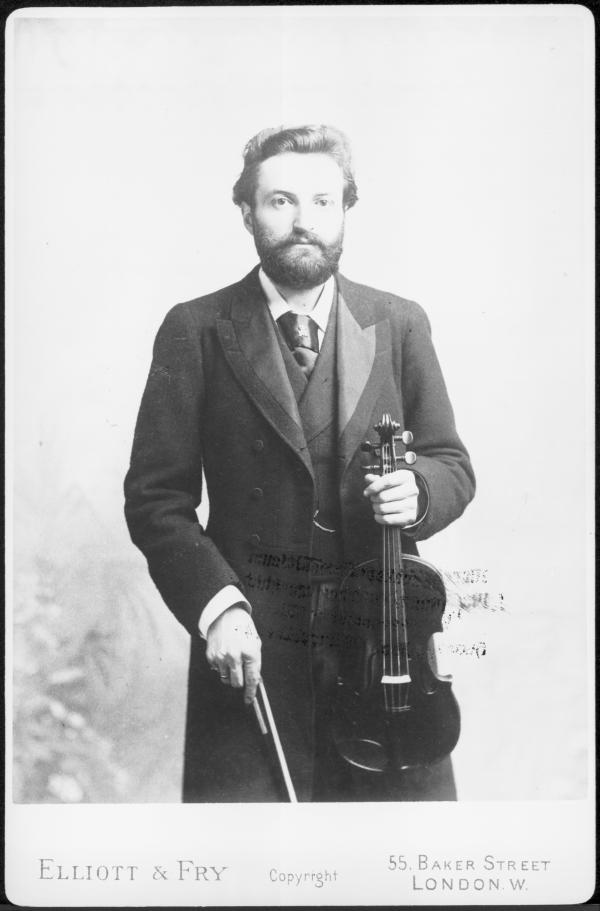
Willy Heß, fotografiert von Elliott & Fry

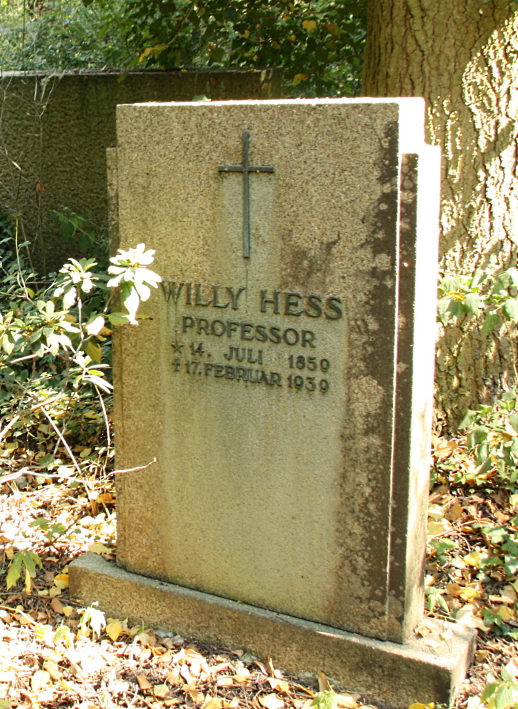
Grab auf dem Südwestkirchhof Stahnsdorf

Willy Heß (in internationalem Kontext auch Willy Hess, * 14. Juli 1859 in Mannheim; † 17. Februar 1939 in Berlin) war ein deutscher Violinist und Musikpädagoge. Er arbeitete vor allem als Orchester- und Kammermusiker. Willy Heß darf nicht mit seinem Namensvetter, dem Schweizer Musikwissenschaftler und Komponisten Willy Hess (1906–1997) verwechselt werden.

## Leben und Werk
Willy Heß wurde zunächst von seinem Vater an der Violine ausgebildet, der selbst ein Schüler Ludwig Spohrs war. Er studierte erst, nachdem er bereits mehrere Jahre als Violinvirtuose auf Tourneen gereist war. Er studierte von 1875 bis 1878 bei Joseph Joachim in Berlin. Willy Heß wurde dann als Konzertmeister in Frankfurt am Main (1876–1886), in Rotterdam (1886–1888) und im Hallé Orchestra von Manchester (1888–1895) eingestellt. In Rotterdam unterrichtete er gleichzeitig am Konservatorium. 1895 wurde er Konzertmeister des Gürzenich-Orchesters und gleichzeitig Violinlehrer am Kölner Konservatorium (1895–1903). 1903 wurde er Nachfolger Émile Saurets als Violinlehrer an der Royal Academy of Music in London. Am 2. April 1903 spielte er die Uraufführung des Violinkonzertes op. 50 (Skaldische Rhapsodie) von Felix Woyrsch in Altona. 1904 ging er nach Boston als Konzertmeister und Solist des Bostoner Symphonieorchesters (1904–1910) sowie als Leiter des Boston Symphony Quartet (später Heß-Schröder-Quartett). 1910 wurde er als Nachfolger Carl Halirs Lehrer an der Berliner Musikhochschule. 1928 ging er dort in den Ruhestand. 1910 wurde er auch Primarius des Halir-Quartetts in Berlin. Er leitete auch das Kammermusiktrio Willy Heß, Hugo Dechert, Georg Schumann.
Zu seinen bekannten Schülern zählen Georg Kulenkampff und Henryk Szeryng. Heß prägte fast eine ganze deutsche Violinistengeneration. Er vermittelte dieser Generation die Violintradition Joseph Joachims. Willy Heß spielte auf einer Geige von Giovanni Battista Guadagnini.
Sein Grab befindet sich auf dem Südwestkirchhof Stahnsdorf.